# Hydrophorus canities
Hydrophorus canities är en tvåvingeart som beskrevs av Van Duzee 1923. Hydrophorus canities ingår i släktet Hydrophorus och familjen styltflugor. Inga underarter finns listade i Catalogue of Life.